# Hitomi Shimatani
Hitomi Shimatani (Kure, 4 settembre 1980) è una cantante giapponese.
Ha iniziato la sua carriera come cantante Enka, con la pubblicazione del singolo di debutto Ōsaka no Onna (lett. "Donna di Osaka") nel 1999, ma in seguito decise di passare allo stile dance/pop. Ha pubblicato musica anche per videogiochi e serie di anime.

## Discografia

### Album in studio
- Papillon (2001)
- Shanti (2002)
- Gate: Scena III (2003)
- Tsuioku+Love Letter (2004)
- Heart & Symphony (2005)
- Prima Rosa (2007)
- Flare (2008)
- Honjitsu, Tonai, Bousho (2014)
- misty (2018)
- LoveSong 〜My song for you〜 (2021)

### Raccolte e album di cover
- Delicious!: The Best of Hitomi Shimatani (2003)
- Crossover (2007)
- Otoko Uta: Cover Song Collection (2007)
- Best & Covers (2009)
- Otoko Uta II (2010)
- Sign Music (2012)
- 15th Anniversary Super Best (2013)